# Barlinek (przedsiębiorstwo)
Barlinek SA – producent warstwowych podłóg drewnianych o potencjale produkcji ponad 12 mln m² rocznie. Głównym, a zarazem najważniejszym oferowanym produktem jest Deska Barlinecka, w Europie określana również mianem deski wielowarstwowej bądź „engineered wood”. Deski podłogowe Barlinka produkowane są z gatunków drewna rodzimego i egzotycznego.
Sprzedaż podłóg prowadzona jest do 75 krajów na 6 kontynentach. Firma oferuje ponadto gamę akcesoriów do montażu i pielęgnacji podłóg, listwy przypodłogowe oraz biopaliwa drzewne: pellet drzewny i brykiet kominkowy.

## Historia
Swoimi tradycjami firma sięga XIX wieku, w którym na terenie Barlinka istniało kilka tartaków, a przy jednym z nich znajdowała się także wytwórnia mebli i stolarnia.
Po zakończeniu II wojny światowej wszystko zostało połączone w nowe przedsiębiorstwo: Zakłady Drzewne Lasów Państwowych w Barlinku. Początkowo, oprócz tarcicy liściastej i iglastej, produkowane tu były m.in. meble na potrzeby szkół i instytucji oraz płoty zapobiegające nawiewaniu śniegu. W 1947 roku oferta przedsiębiorstwa została wzbogacona o krzesła oraz elementy stolarskie do otworów i wyroby drewniane. Produkcja była ukierunkowana na zaspokojenie potrzeb budownictwa, a po roku 1950 produkty były przeznaczane także dla zwykłych odbiorców.
W ciągu dalszych lat swojego istnienia przedsiębiorstwo zmieniało nazwy: 1 stycznia 1959 roku na Barlineckie Zakłady Przemysłu Drzewnego w Barlinku, a w 1975 roku na Barlineckie Przedsiębiorstwo Przemysłu Drzewnego.
1 czerwca 1999 roku, w wyniku decyzji podjętej przez wojewodę zachodniopomorskiego, przedsiębiorstwo zostało sprywatyzowane i jako aport weszło w skład spółki „Barlinek” SA. Dzięki tym działaniom nastąpiło dokapitalizowanie spółki co spowodowało kilkudziesięcioprocentowy wzrost produkcji i sprzedaży.
22 września 2005 roku spółka zadebiutowała na warszawskiej Giełdzie Papierów Wartościowych z ceną emisyjną wynoszącą 7,30 zł i kursem otwarcia równym 8,25 zł.
W 2006 roku siedzibę spółki przeniesiono z Barlinka do Kielc.
W 2014 roku wycofano spółkę z giełdy – Zarząd Giełdy wykluczył spółkę z obrotu giełdowego z dniem 21 marca 2014 roku z powodu zniesienia dematerializacji akcji.
W 2023 roku Grupa Barlinek została tytularnym sponsorem drużyny piłki ręcznej Barlinek Industria Kielce.
16 lipca 2025 fabryka firmy w Winnicy na Ukrainie ucierpiała podczas ataku rosyjskich dronów.

## Struktura organizacyjna
W skład Grupy Barlinek wchodzi kilka spółek zależnych:
- Barlinek Inwestycje  Sp. z o.o. – z siedzibą w Barlinku – spółka produkcyjna zajmująca się wytwarzaniem podłóg – tak zwanej Deski Barlineckiej,
- Barlinek Invest – z siedzibą w Winnicy na Ukrainie – spółka produkcyjna, zajmująca się wytwarzaniem podłóg,
- Barlinek Romania – spółka akcyjna z siedzibą w Onești w Rumunii – spółka produkcyjna, zajmująca się wytwarzaniem podłóg,
- Barlinek Rus Trade – z siedzibą w Moskwie w Rosji – spółka handlowa, zajmująca się dystrybucją drewnianych podłóg warstwowych,
- Barlinek Deutschland GmbH – z siedzibą w Daun w Niemczech – spółka handlowa, zajmująca się dystrybucja drewnianych podłóg warstwowych.

## Akcjonariat
Obecnie, jedynym akcjonariuszem, poprzez swój podmiot MS Galleon, jest polski przedsiębiorca Michał Sołowow.